# Fodor István (politikus)
Fodor István (Csepreg, 1945. március 2.) állatorvos, politikus.

## Élete
Konzervatív katolikus családból származott. Apja Fodor Miklós járási főállatorvos, édesanyja Zalay Erzsébet. Hat testvére közül Miklós és László orvosok, András Attila állatorvos és országgyűlési képviselő, Szabolcs kutatómérnök, Tamás zenetanár és Erzsébet gyógyszerésztechnikus. Felesége Szécsényi Gabriella állatorvos, gyermekeik Enikő és Gabriella.
1963-ban érettségizett a nagykanizsai Landler Jenő gimnáziumban. Diplomáját 1969-ben szerezte az Állatorvostudományi Egyetemen. 1969 és 1990 között a hernádi „Március 15. MGTSZ” telepvezetője, főállatorvosa, főállattenyésztője, majd termelési rendszerigazgatója volt.
A Hazafias Népfront keretein belül kezdett politizálni, 1970 és 1985 között bizottsági titkár majd elnök lett, 1975 és 1985 között Pest megyei bizottság pártonkívüli tagja.
Fodor országgyűlési képviselő volt 1980 és 1994 között, mandátumát pártonkívüliként Pest megye dabasi választókerületében szerezte, és tagja volt a településfejlesztési és környezetvédelmi bizottságnak is. 1989 januárjától júliusig a függetlenek csoportjának elnöke, majd júliustól és október 20-ig az Országgyűlés alelnöke.
1989. október 20. és 1990. május 2. között az Országgyűlés megbízott elnöke volt. 1990. március 14-én Fodor mondta a zárszót az országgyűlésben, értékelve az 1985-1990 közötti tevékenységeket. 1989. október 23-ától az új alkotmány értelmében az országgyűlés elnöke látta el az ideiglenes államfői funkciókat, így Szűrös Mátyás helyett őt bízták meg az elnöki teendők ellátásával.
Az új választások után a független képviselők frakciójának vezetője egészen 1994 júniusáig. Ugyanazon év novemberétől 1998-ig a Honvédelmi Minisztérium politikai államtitkára volt.
1992-94 között az Országos Fogyasztóvédelmi Egyesület elnöke. Tagja volt a Nemzeti Alapítvány kuratóriumának.
1995-98 között a Budapesti Honvéd Sportegyesület társadalmi elnöke.
1998-tól a Pest megyei közgyűlés rendvédelmi tanácsnoka. 1999-2000 között a Magyar Ellenállók és Antifasiszták Szövetsége elnöke volt.